# Бетанкур, Алехандра
Клаудия Алехандра Бетанкур Суэскун (исп. Claudia Alejandra Betancur Suescun, род. 13 июня 1987, Медельин) — колумбийская регбистка, правый фланкер. Участница летних Олимпийских игр 2016 года, чемпионка Игр Центральной Америки и Карибского бассейна 2014 года.

## Биография
Алехандра Бетанкур родилась 13 июня 1987 года в колумбийском городе Медельин.
Играла в регби за «Гатос» из Медельина.
В 2013 году в составе женской сборной Колумбии по регби-7 завоевала золотую медаль Боливарианских игр в Трухильо.
В 2014 году выиграла золотую медаль Игр Центральной Америки и Карибского бассейна в Веракрусе.
В 2015 году участвовала в Панамериканских играх в Торонто, где колумбийки заняли 5-е место в турнире по регби-7.
В 2016 году участвовала в розыгрыше этапа Мировой серии по регби-7 в Атланте, где колумбийки выступали единственный раз и заняли последнее, 14-е место.
В том же году вошла в состав женской сборной Колумбии по регби-7 на летних Олимпийских играх в Рио-де-Жанейро, занявшей 12-е место. Провела 5 матчей, очков не набрала. Была капитаном команды.